# Astrophanes
Astrophanes is een vliegengeslacht uit de familie van de wolzwevers (Bombyliidae). De wetenschappelijke naam van het geslacht werd voor het eerst geldig gepubliceerd in 1877 door Osten Sacken.

## Soorten
Het genus bevat de volgende soorten:

- Astrophanes adonis Osten Sacken, 1886
- Astrophanes andinus Brèthes, 1909